# Boulevard des Minimes
Pour les articles homonymes, voir Rue des Minimes.
Le boulevard des Minimes (en occitan : baloard dels Minimes) est une voie de Toulouse, chef-lieu de la région Occitanie, dans le Midi de la France.

## Situation et accès

### Description
Le boulevard des Minimes est une voie publique. Il borde au sud le quartier des Minimes, puis le quartier Bonnefoy.

### Voies rencontrées
Le boulevard des Minimes rencontre les voies suivantes, d'ouest en est (« g » indique que la rue se situe à gauche, « d » à droite) :
1. Pont Matabiau (g)
2. Avenue de Lyon (d)
3. Rue du Maroc (d)
4. Chemin du Raisin (d)
5. Passerelle du Raisin (g)
6. Avenue François-Collignon (d)
7. Passerelle de Négreneys (g)
8. Rue de la Passerelle (d)
9. Rue Pierre-Cazeneuve (d)
10. Rue de Négreneys (d)
11. Rue Gutenberg (d)
12. Pont des Minimes (g)
13. Avenue des Minimes (d)

### Transports
Le boulevard des Minimes est parcouru et desservi sur toute sa longueur par les lignes de bus 1527. De plus, au carrefour de la rue et du pont Matabiau se trouvent les arrêts desservis par la ligne de Linéo L9, ainsi que de bus 39. La station de métro la plus proche est la station Marengo – SNCF, sur la ligne . Au carrefour de l'avenue Honoré-Serres et du pont des Minimes se trouvent également les arrêts des lignes de bus 2970, à proximité immédiate de la station de métro Canal-du-Midi de la ligne . 
Plusieurs stations de vélo en libre service VélôToulouse se trouvent à proximité sur le boulevard des Minimes ou à proximité : les stations no 94 (73 boulevard Pierre-Semard), no 111 (38 bis boulevard des Minimes) et no 149 (chemin du Raisin).

## Odonymie
Le boulevard des Minimes tient son nom de l'église et du couvent qu'avaient établis les religieux minimes au début du XVIe siècle le long du grand-chemin de Montauban et de Paris (actuelle avenue des Minimes). Au XIXe siècle, ce nom s'était étendu au quartier qui se développait – l'actuel quartier des Minimes –, à l'ancienne route de Paris – actuelle avenue des Minimes –, au pont qui franchissait le canal du Midi – actuel pont des Minimes, ainsi qu'à une partie du chemin qui longeait la barrière d'octroi (actuel boulevard Pierre-et-Marie-Curie). En 1865, lorsque deux boulevards furent aménagés de part et d'autre du canal du Midi, le nom de Minimes fut naturellement donné à la partie comprise entre le pont des Minimes et le pont Matabiau.

## Patrimoine et lieux d'intérêt

### Canal du Midi
Patrimoine mondial (1996).
Le boulevard des Minimes longe le canal du Midi. La première partie du canal, entre la Garonne, à Toulouse, et le seuil de Naurouze, est creusée entre 1667 et 1671. 
Le canal est franchi par plusieurs ponts et passerelles : 
- pont Matabiau. 
Le pont Matabiau est construit, en 1683, lors du creusement du canal du Midi. Il est reconstruit, en brique, vers 1830. Il compte une travée et présente un arc segmentaire, dont le bandeau est en pierre de taille. Du côté est du pont, le trottoir en encorbellement repose sur des corbeaux de pierre. En 1963, le pont est élargi par de nouveaux travaux du côté ouest, où des tréteaux en béton supportent une dalle en béton précontraint[3],[4].

- passerelle du Raisin. 
La passerelle est construite en 1979, afin de relier le centre-ville à la résidence des Raisins (actuel no 23), achevée quelques années plus tard, en 1983. Elle est réalisée en béton et possède un garde-corps en métal. Les culées de la passerelle sont couvertes d'un plaquis de brique claire[5],[6].

- passerelle de Négreneys. 
Une première passerelle avait été construite en 1892, afin de relier le centre-ville au quartier de Croix-Daurade, en passant par l'ancien chemin de Croix-Daurade (actuelle rue Pierre-Cazeneuve). Elle est démolie en 1958 et remplacée par une nouvelle passerelle en béton[7],[6].

- pont des Minimes. 
Le premier pont des Minimes est construit en 1683, lors du creusement du canal du Midi. Il est reconstruit entre 1761 et 1762 par l'ingénieur Joseph-Marie de Saget, à la demande des États de Languedoc. Il est embelli en 1838 par l'érection de deux colonnes, hautes de 18 mètres, au-dessus des guérites de l'octroi. Mais l'augmentation de la circulation sur l'avenue des Minimes amène le conseil municipal à décider l'élargissement du pont : en 1940, les colonnes sont abattues et des trottoirs en béton sont aménagés en encorbellement, puis, en 1966, la démolition est décidée. Il est effectivement détruit en 1968.
Le nouveau pont est construit entre 1968 et 1969. Il se compose d'une seule travée de 41 mètres de long, qui enjambe le canal et une voie de circulation sur chaque berge du canal. Le tablier, en béton précontraint, est supporté par six poutres. Les garde-corps sont métalliques[8],[9].

### Immeubles et maisons
- no  20-27 : résidence Le Nouveau Raisin. 
La résidence Le Nouveau Raisin est un vaste ensemble construit entre 1979 et 1983 entre le boulevard des Minimes et l'avenue François-Collignon (actuel no 9)[10]. Les différents bâtiments portent des noms de cépages ou de vins du Sud-Ouest de la France : le Madiran (bâtiments A, B, C et D)[11],[12],[13],[14], le Jurançon (bâtiments E et F)[15], le Gaillac (bâtiments G et H)[16], le Villaudric, le Mauzac et l'Aramon (bâtiment I)[17],[18].

- no  40-44 : résidence Galaxie. 
La résidence Galaxie est construite entre 1969 et 1974 sur les plans de l'architecte Jacques Cartery. Il utilise une vaste parcelle entre le boulevard des Minimes, la rue de la Passerelle et la rue Pierre-Cazeneuve qui était occupée par la compagnie générale des produits Dubonnet, Cinzano et Byrrh (C.D.C.B.). Les façades alternent le béton clair et la brique. Elles sont animées par le jeu de redents verticaux qui brise les lignes horizontales. Les logements disposent de balcons et de loggias. Le bâtiment le plus élevé se distingue par l'aménagement d'un jardin suspendu au 9e étage, qui se prolonge sur le toit-terrasse du bâtiment voisin[19].

- no  46 : résidence des Violettes[20].

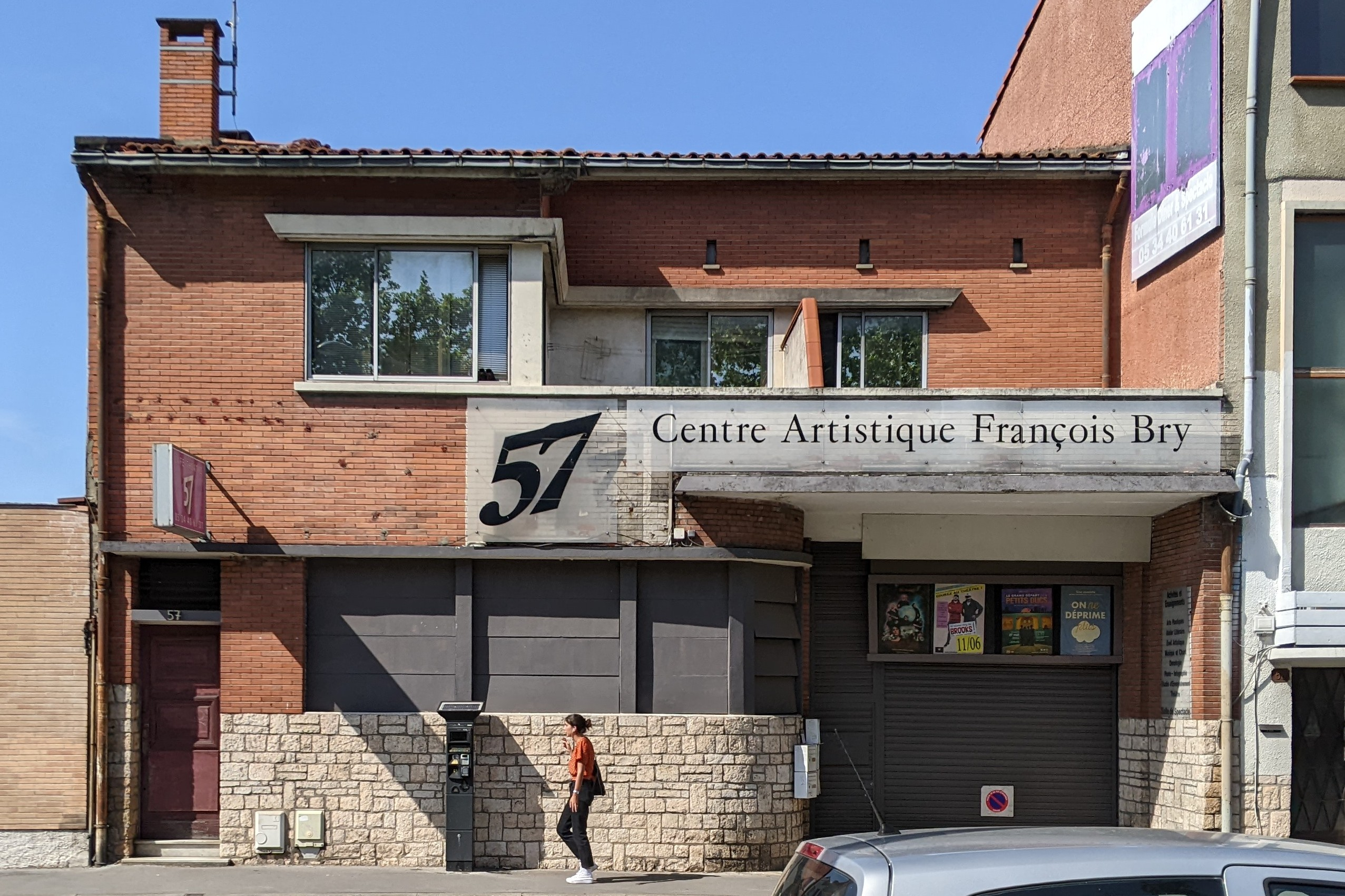
no 57 : maison.

- no  57 : maison (deuxième moitié du XXe siècle)[21].

- no  59 : résidence L'Intimiste. 
La résidence L'Intimiste est construite en 2015 par l'agence d'architecture de Pierre-Louis Taillandier, pour le compte de Kaufman & Broad. Elle s'élève à l'emplacement d'un entrepôt construit en 1934 pour la société toulousaine d'importation de lubrifiant (STIL). L'immeuble, qui s'élève sur six étages, est mis en valeur par un bardage métallique, qui forme une enveloppe. Elle est pourvue de loggias qui peuvent être masquées par des stores métalliques[22].

- no  61 : villa des Rosiers.
La villa des Rosiers, construite dans les années 1930, est, malgré la simplicité de sa façade, représentative de l'architecture Art déco, et particulièrement de l'influence du style néo-basque à Toulouse. La maison s'élève en retrait par rapport au boulevard, ménageant un petit jardin, fermé par une grille en fer forgé aux motifs géométriques. Le rez-de-chaussée est en pierre apparente, dont les joints épais soulignent la rusticité. À droite s'ouvre la porte cochère en plein cintre, tandis qu'à gauche prend place l'escalier, en-œuvre, qui mène au 1er étage d'habitation. Ce niveau est enduit et éclairé par deux larges fenêtres aux appuis moulurés[23].